# 高尾蒼馬
高尾 蒼馬（たかお そうま、1988年8月4日 - ）は、日本の男性プロレスラー。東京都大田区出身。血液型A型。DDTプロレスリング所属。

## 経歴
日本外国語専門学校在籍時代より、UWF関東学生プロレス連盟に所属しており、CIMAをオマージュした学生プロレスラー「BIMA」として活動。2008年に行われたマッスルハウス6ではBIMAとしてリングに上がり、ストーカー市川らと対戦している。
U-FILE CAMPのプロレスクラスにてトレーニングを積み、2009年4月にDDTへ練習生として入団。同年8月23日に行われた「両国ピーターパン 〜大人になんてなれないよ〜」にてデビュー戦を行い、6人タッグマッチで伊橋剛太に勝利。その後、9月より行われた若手リーグ戦のヤングドラマ杯に参加するが、同じく伊橋より挙げた1勝のみで最下位に終わる。
2010年のヤングドラマ杯ではリーグ1位で通過し、11月28日の興行にて行われたリーグ2位の石井慧介との決勝戦で勝利、優勝する。12月1日、シットハート♥ファウンデーションを結成していた中澤マイケル&松永智充組に対し、石井とタッグを組んで対戦。しかしこの試合中に突如石井を裏切り、シットハート♥ファウンデーションのリーダーとして迎えられ、ヒールターン。「ゆとりヒール」となる。
2011年6月19日の後楽園ホール大会で、石川修司の持つKO-D無差別級王座に挑戦するも敗北し、松永によりシットハート♥ファウンデーションから追放される。
7月24日の両国ピーターパン2011〜二度あることは三度ある〜では、高木三四郎率いるDDT正規軍の一人として、スーザン・シットハート・スーパースターズ（シットハート♥ファウンデーションと、矢郷良明がユニオンプロレスで率いていたスーザン親衛隊が合流）と5対5イリミネーションマッチで対戦。正規軍側の最後の1名となるが、大家拳號、松永を下し勝利する。
その後、高木が立ち上げたTKG48に加入。TKG48解散後も、高木率いる反体制軍に組み込まれ、2012年3月11日には高木とのタッグでKO-Dタッグ王座に就く。反体制軍はnWJ(new World Japan)に発展。引き続き高木と行動を共にする。
2012年秋からは、同じく若手の石井慧介・入江茂弘らとチーム・ドリーム・フューチャーズを結成。KO-D6人タッグ王座を戴冠した。
2013年秋から全日本プロレスにチーム・ドリフで参戦。リーグ戦等に出場を続け、2016年8月28日、世界ジュニアヘビー級王座を獲得。
2018年よりDAMNATIONに加入。
2022年、DDT両国国技館大会に出場予定だったが、家庭の事情により当日欠場発表となった。

## 得意技
ジントニック
インプラントと同型。
ソラリーナ
相手の手首をリストロックに捉えながら相手の背後に回り込み、勢いをつけて相手の首に足を絡め、相手を前方に倒し、丸め込んでフォールする技。
公認エンドレスワルツ
連続のラ・マヒストラル
リバースゴリースペシャルボム
リバース・ゴリー・スペシャルの状態から腕のクラッチを切らずにシットダウンして落とす。KING OF DDTトーナメント2019に向けて習得。彰人は頑なにこの技をジンバックと呼ぶ。
ダイビングフットスタンプ
前屈みになった相手の背中に打ち込む形を多用。
ダイビングギロチンドロップ
初期のフィニッシャー。
シュバイン
パーフェクトドライバー
マッドスプラッシュ
上記三つは学生プロレス時代にカバーしていたCIMAの技。
ディープインパクト
コーナートップからの飛びつきDDT。

## 入場曲
- Red Treason〜高尾蒼馬メインテーマ〜
- Last Dance

## タイトル歴
全日本プロレス
- 第41代世界ジュニアヘビー級王座

DDTプロレスリング
- KO-Dタッグ王座
  - 第42代（パートナーは高木三四郎）
  - 第66代（パートナーは佐々木大輔）
  - 第80代（パートナーは翔太）
- KO-D6人タッグ王座
  - 初代、第8代、第13代、第17代、第19代、第25代（パートナーは石井慧介、入江茂弘）
  - 第35代（パートナーは遠藤哲哉、マッド・ポーリー）
  - 第43代（パートナーは遠藤哲哉、火野裕士）
- 第966代、第1016代、第1293代、第1340代アイアンマンヘビーメタル級王座
- 第8代世界大森級王座
- ヤングドラマ杯優勝（2010年）

## 舞台出演
- 2.5次元プロレス『夢幻大戦』（2017年11月27日、新宿FACE） - ウラシマ・まりん役